# Kumen
Kumen je naselje v Občini Lovrenc na Pohorju.